# Balón de Oro 1964

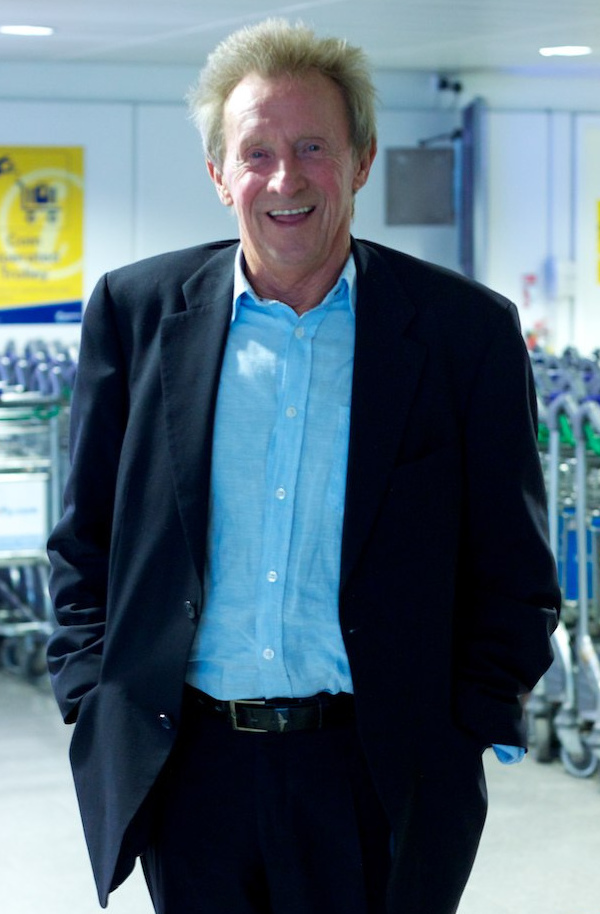
Denis Law Ganador Del Balón De Oro 1964

La edición de 1964 del Balón de Oro, 9.ª edición del premio de fútbol creado por la revista francesa France Football, fue ganada por el escocés Denis Law (Manchester United).
El jurado estuvo compuesto por 21 periodistas especializados, de cada una de las siguientes asociaciones miembros de la UEFA: Alemania Occidental, Austria, Bélgica, Bulgaria, Checoslovaquia, Dinamarca, España, Francia, Grecia, Hungría, Inglaterra, Luxemburgo, Italia, Países Bajos, Polonia, Portugal, Suecia, Suiza, Turquía, Unión Soviética y Yugoslavia.
El resultado de la votación fue publicado en el número 980 de France Football, el 22 de diciembre de 1964.

## Sistema de votación
Cada uno de los miembros del jurado elige a los que a su juicio son los cinco mejores futbolistas europeos. El jugador elegido en primer lugar recibe cinco puntos, el elegido en segundo lugar cuatro puntos y así sucesivamente.
De esta forma, se repartieron 315 puntos, siendo 105 el máximo número de puntos que podía obtener cada jugador (en caso de que los 21 miembros del jurado le asignaran cinco puntos).

## Clasificación final
| Puesto | Jugador                 | Equipo                    | Votos | Votos | Votos | Votos | Votos | Votos | Puntos |
| Puesto | Jugador                 | Equipo                    | 1º    | 2º    | 3º    | 4º    | 5º    | Total | Puntos |
| ------ | ----------------------- | ------------------------- | ----- | ----- | ----- | ----- | ----- | ----- | ------ |
| 1º     | Denis Law               | Manchester United         | 6     | 6     | 2     |       | 1     | 15    | 61     |
| 2º     | Luis Suárez             | Inter de Milán            | 6     | 1     | 1     | 3     |       | 11    | 43     |
| 3º     | Amancio                 | Real Madrid               | 2     | 1     | 6     | 2     | 2     | 13    | 38     |
| 4º     | Eusébio                 | Benfica                   |       | 5     | 2     | 2     | 1     | 10    | 31     |
| 5º     | Paul Van Himst          | RSC Anderlecht            | 1     | 2     | 4     | 1     | 1     | 9     | 28     |
| 6º     | Jimmy Greaves           | Tottenham Hotspur         | 2     | 1     | 1     | 1     |       | 5     | 19     |
| 7º     | Mario Corso             | Inter de Milán            |       | 3     | 1     | 1     |       | 5     | 17     |
| 8º     | Lev Yashin              | Dinamo Moscú              | 1     | 2     |       | 1     |       | 4     | 15     |
| 9º     | Gianni Rivera           | Milan                     | 1     |       | 2     | 1     | 1     | 5     | 14     |
| 10º    | Valery Voronin          | Torpedo Moscú             | 1     |       | 1     | 1     | 1     | 4     | 11     |
| 11º    | Karl-Heinz Schnellinger | Mantova / Roma            |       |       |       | 3     |       | 3     | 6      |
|        | Ferenc Bene             | Újpest Dózsa              |       |       |       | 1     | 4     | 5     | 6      |
| 13º    | Jean Nicolay            | Standard Lieja            | 1     |       |       |       |       | 1     | 5      |
| 14º    | Helmut Haller           | Bolonia                   |       |       | 1     |       | 1     | 2     | 4      |
| 15º    | José Torres             | Benfica                   |       |       |       | 1     | 1     | 2     | 3      |
| 16º    | Flórián Albert          | Ferencváros               |       |       |       | 1     |       | 1     | 2      |
|        | José Altafini           | Milan                     |       |       |       | 1     |       | 1     | 2      |
|        | Coen Moulijn            | Feyenoord                 |       |       |       | 1     |       | 1     | 2      |
| 19º    | Nestor Combin           | Olympique Lyon / Juventus |       |       |       |       | 1     | 1     | 1      |
|        | Giacinto Facchetti      | Inter de Milán            |       |       |       |       | 1     | 1     | 1      |
|        | Jef Jurion              | Anderlecht                |       |       |       |       | 1     | 1     | 1      |
|        | Ole Madsen              | Hellerup                  |       |       |       |       | 1     | 1     | 1      |
|        | Sandro Mazzola          | Inter de Milán            |       |       |       |       | 1     | 1     | 1      |
|        | Bobby Moore             | West Ham United           |       |       |       |       | 1     | 1     | 1      |
|        | Omar Sívori             | Juventus                  |       |       |       |       | 1     | 1     | 1      |
|        | Klaus Urbanczyk         | Hallescher                |       |       |       |       | 1     | 1     | 1      |

- Denis Law es el primer escocés en ganar el Balón de Oro.
- Ole Madsen es el primer futbolista danés en puntuar en la clasificación final del Balón de Oro.